# Escobar I (Teksas)
Escobar I je naseljeno mjesto za statističke potrebe u američkoj saveznoj državi Teksas. Prema popisu stanovništva iz 2010. u njemu je živjelo 324 stanovnika.